# Meganthias natalensis
Meganthias natalensis är en fiskart som först beskrevs av Fowler 1925.  Meganthias natalensis ingår i släktet Meganthias och familjen havsabborrfiskar. Inga underarter finns listade i Catalogue of Life.